# 187 km (obwód riazański)
187 km (ros. 187 км) – przystanek kolejowy przy osiedlu dacz, w rejonie rybnieńskim, w obwodzie riazańskim, w Rosji. Położony jest na linii Moskwa – Riazań. Najbliższą miejscowością jest Gorodiszcze.